# Куликольський сільський округ (Акжарський район)
Кулико́льський сільський округ (каз. Қулыкөл ауылдық округі, рос. Кулыкольский сельский округ) — адміністративна одиниця у складі Акжарського району Північноказахстанської області Казахстану. Адміністративний центр — село Куликоль.
Населення — 937 осіб (2021; 1171 у 2009, 1576 у 1999, 1953 у 1989).
Станом на 1989 рік існувала Куликольська сільська рада (села Карашилік, Куликоль).

## Склад
До складу округу входять такі населені пункти:
| Населений пункт | Старі назви | Населення, осіб (1989) | Населення, осіб (1999) | Населення, осіб (2009) | Населення, осіб (2021) |
| --------------- | ----------- | ---------------------- | ---------------------- | ---------------------- | ---------------------- |
| Карашилік, село | -           | 651                    | 536                    | 372                    | 266                    |
| Куликоль, село  | -           | 1302                   | 1040                   | 799                    | 671                    |